# Buněčná linie KBM-7
Buněčná linie KBM-7 je imortalizovaná lidská buněčná linie chronické myeloidní leukémie (CML). Stala se důležitým nástrojem v oblasti výzkumu CML a souvisejících cytogenetických a molekulárních změn. KBM-7 byla izolována a charakterizována v několika studiích, které přinesly důležité poznatky o této buněčné linii.

## Historie
Buněčná linie KBM-7 byla poprvé izolována v roce 1987 od 39letého muže s chronickou myeloidní leukémií v blastické krizi, u kterého se v průběhu nemoci vyskytla transformace k near-haploidnímu chromozomovému vzoru. Analýza genomu odhalila, že kromě disomického chromozomu 8 je ve dvou kopiích přítomen 30megabázový fragment chromozomu 15. Později byla tato linie také izolována a charakterizována jako buněčná linie s dvojitými Philadelphia chromozomy, což je typická cytogenetická abnormalita spojená s CML. V KBM-7 byly detekovány také nedostatky v normálních transkriptech c-ABL a BCR, které jsou obvykle přítomny v buňkách s Philadelphia chromozomy.

## Charakteristika
Buněčná linie KBM-7 je známá svou near-haploidní povahou, což znamená, že obsahuje téměř polovinu normálního chromozomového obsahu.
Na genetické úrovni byly v KBM-7 buňkách identifikovány dvojité Philadelphia chromozomy, které jsou typické pro CML. Tato cytogenetická abnormalita vede ke vzniku fúzního proteinu BCR-ABL. Fúzní protein BCR-ABL je aktivní tyrosinkináza, která nesprávně reguluje buněčný růst a přežívání, což je charakteristické pro CML.
Další molekulární charakteristikou KBM-7 je nedostatek normálních transkriptů c-ABL a BCR. C-ABL gen je důležitý pro regulaci buněčného cyklu, signalizaci a opravu DNA. BCR gen je zapojen do normální funkce lymfocytů a regulace signálních drah. V KBM-7 buňkách je porucha těchto transkriptů spojena s patologickými důsledky a přispívá k onkogenetickému potenciálu této buněčné linie.
KBM-7 buňky jsou také využívány v proteogenomické analýze ke studiu chybějících proteinů v haploidních buněčných liniích.

## Význam
Buněčná linie KBM-7 poskytuje vědcům cenný model pro studium chronické myeloidní leukémie a souvisejících cytogenetických a molekulárních změn. Výzkum na této buněčné linii pomáhá lépe porozumět patogenezi CML a objevovat nové terapeutické přístupy. Studie také ukázaly, že látky jako karneosová kyselina mohou ovlivňovat buněčnou proliferaci a invazi v KBM-7 buňkách prostřednictvím regulace mikroRNA-708.
Buněčná linie KBM-7 je významným nástrojem pro studium chromozomálních změn, proteomiky a molekulárních mechanismů spojených s chronickou myeloidní leukémií. Její využití v laboratořích přispívá k pokroku v diagnostice a léčbě této onemocnění.

## Kultivace
Buněčná linie KBM-7 se obvykle kultivuje ve specifických podmínkách, které umožňují optimální růst a udržení buněk ve vhodném stavu pro výzkumné účely. Pro kultivaci se používá médium Roswell Park Memorial Institute (RPMI) 1640 obohacené živnými látkami a doplněné 10-20% fetal bovine serum (FBS). Buněčná linie se kultivuje ve sterilních kultivačních miskách nebo sklenicích s povrchovou úpravou, která zlepšuje přilnavost buněk. Hustota buněk pro kultivaci se často pohybuje v rozmezí 1–2 * 105 buněk/ml.
KBM-7 buňky se udržují při teplotě 37 °C ve vlhké atmosféře s koncentrací 5% CO2, což je optimální prostředí pro jejich růst a přežívání.